# Пиндари
Пиндари — нерегулярные отряды грабителей и фуражиров в XVII — начале XIX века в Индии, входившие в состав армий Великих Моголов и маратхов вплоть до своего разгрома в ходе третьей англо-маратхской войне 1817—1818 года, когда генерал-губернатор Индии маркиз Гастингс разбил вождя пиндари Амир-Хана и захватил в 1819 году Атгад. 
Они не получали платы за свои услуги, и единственным источником заработка был грабёж. Существовали конные и пешие отряды частично вооружённых пиндари, целью которых было создание хаоса и разведка. Самые ранние упоминания о них появляются во время военной кампании падишаха Империи Великих Моголов Аурангзеба в Декане, но их роль расширилась в ходе борьбы государство маратхов против империи Великих Моголов. Проявили высокую эффективность против врагов за счёт умения организовывать быстрое и хаотичного наступление на вражеские территории, но также вызвали нарекания нападениями и рейдами против собственных союзников, вроде атаки на Шрингери Шарада Питам в 1791 году. После нескольких случаев подобных злоупотреблений, правители маратхов вроде Шиваджи начали издавать обширные постановления в отношении контингентов пиндари, стремясь пресечь их грабежи.
Большинство лидеров пиндари были мусульмане, но рекрутировались представители всех слоёв общества. Для борьбы с ними создавались группы аналогичных пиндари, набиравшиеся из индуистов. Со смертью Аурангзеба началось ослабление государства: набобы и индуистские князья начали вступать в междоусобицы, местные землевладельцы организовали свои собственные частные армии, а монахи и подвижники храмов и монастырей для защиты собственных интересов превратились в наёмных солдат. Пиндари были распространены по всей центральной Индии, а также регионам нынешних Гуджарата, Уттар-Прадеша, Бихара и Одиша.
К 1795 году, вместо того чтобы участвовать в военных действиях, вооружённые отряды ополченцев пиндари стали искать лёгкое богатство для своих лидеров и самих себя. C 1800 по 1815 год 20-30 тыс. ополченцев пиндари грабили деревни и захватывали людей для продажи в рабство, бросая вызов властям местных мусульманских султанатов, индуистских королевств и британских колоний. В северо-центральной Индии период с 1795 по 1804 год известен как «Gardi-ka-wakt» («период беспорядков»).
В колониальную британскую эпоху начала XIX века лорд Гастингс возглавил коалицию региональных армий, чтобы положить конец ополчению пиндари военными действиями и предложить им работу с регулярной зарплатой в обмен на отказ от их вольных и грабительских привычек.

## Этимология
Термин Пиндар может происходить от слова пинда, которым назывался опьяняющий напиток. По маратхски под словом подразумевается «пучок травы» или «тот, кто берёт», в некоторых исторических текстах упоминались как Бидарис.

## Характеристика
Пиндари носили тюрбаны и архаичную обувь, довольно часто из всей одежды имея только пояс; были вооружены устаревшими моделями тальваров. Часто участвовали в прокси-войнах .

## История

### Исламские султанаты и империя Великих Моголов
Согласно ряду историков, армия Великих Моголов «всегда имела в своём составе „бидари“ (арабское название пиндари), привилегированных и признанных воров, которые первыми разграбили вражескую территорию и все, что они могли найти». Султанаты Декана и кампания Аурангзеба в центральной Индии направили их против индуистских королевств, таких как Голконда и Бенгалия. Неоплачиваемая кавалерия получила компенсацию за свои услуги тем, что «всюду сжигала и грабила». Индусские маратхи в своей войне против Моголов довели эту концепцию до «её логической крайности», расширив численность пиндари и побуждая их не только грабить мусульманские территории, но и собирать и доставлять еду для своей регулярной армии: армия маратхов никогда не несла провизию и собирала ресурсы и провизию с территории врага во время вторжения и завоёвывания новых регионов распадавшейся державы Великих Моголов.
Итальянский путешественник Никколао Мануччи в своих мемуарах писал о Бедерии (Пидари), заявив, что «они первыми вторгаются на территорию врага, где грабят все, что находят».
По словам индолога и историка из Южной Азии Ричарда Итона, разграбление приграничных регионов было частью стратегии, способствовавшей обогащению и продвижение султанатской системы на Индийском субконтиненте. Султаны Газневидов, утверждает Итон, «грабили города на севере Индии с баз в Афганистане в X и XI веках». Эта стратегия продолжалась в кампаниях Делийского султаната, таких как кампании султанов Халджи, грабивших население за пределами Виндхья в конце XIII и начале XIV веков. Эта модель создала «самовоспроизводящийся цикл: деньги, отчеканенные из храмовых богатств, подвергшихся набегам, могут быть использованы для вербовки ещё большего количества рабов из-за пределов Индии, которые, в свою очередь, могут быть использованы для организации дальнейших военных экспедиций, предпринимаемых для ещё большего грабежа».

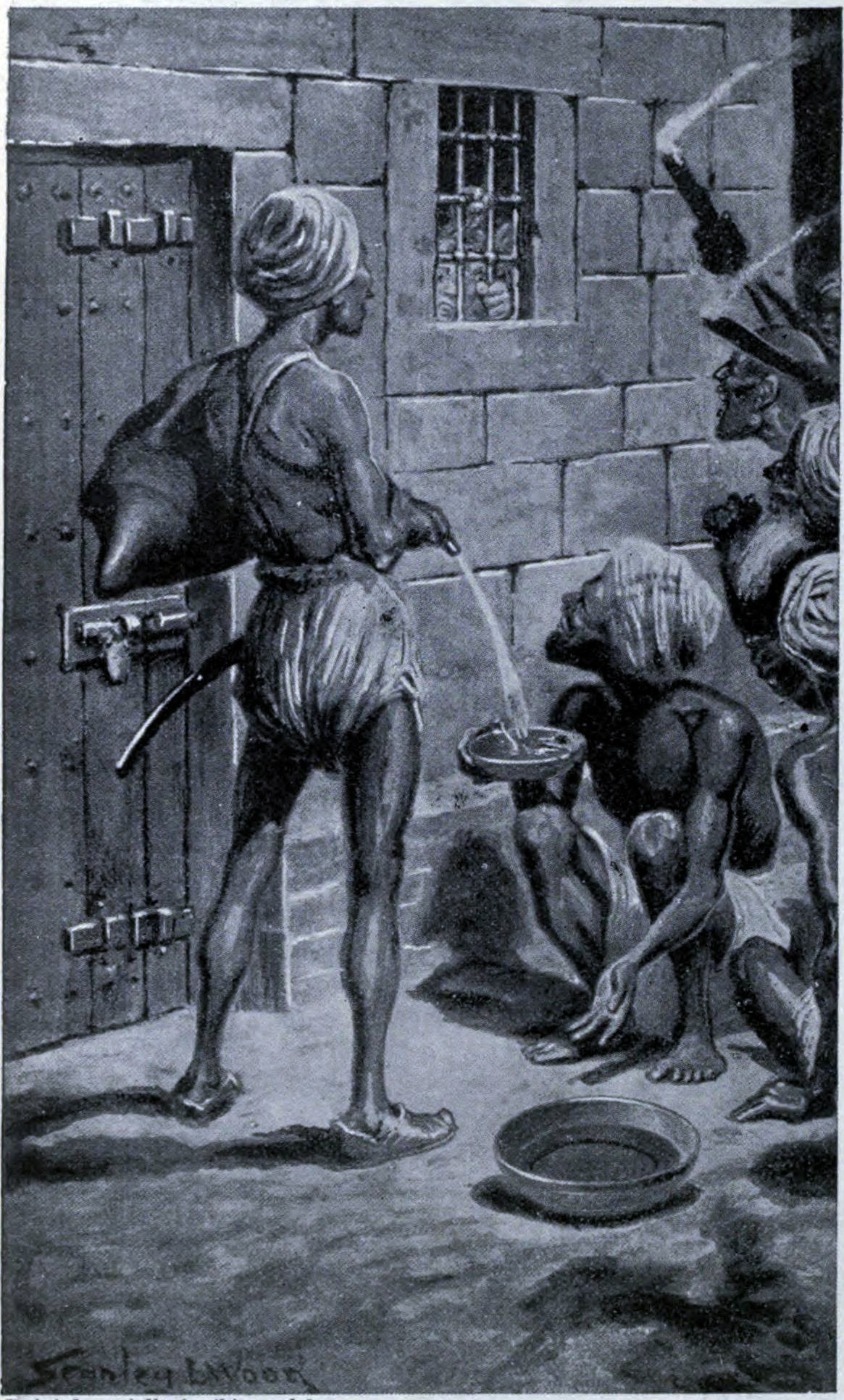
Пиндари Сирадж уд-Даула у калькутской чёрной ямы, 20 июня 1756 года.

Бабур также извлёк выгоду из грабительских набегов на Хинд с последующим отходом в Кабул. Грабежи и войны в конечном итоге развалили Делийский султанат и привели к основанию империи Великих Моголов. Грабёж, наряду с уплатой налогов и дани, способствовал увеличению доходов империи правителей Великих Моголов. Помимо прямых набегов Моголов, разграбление сельских жителей и городских районов вместе с храмами было значительным источником накопления богатства местными губернаторами и султанатами Декана. Каждая победа Великих Моголов между 1561 и 1687 годами, как утверждает историк Джон Ричардс, приводила к «огромному количеству разграбленных сокровищ из кладов побеждённых правителей».
Шиваджи и его преемники включили пиндари в свою военную стратегию, с помощью которых грабили территории Моголов и соседних султанатов, используя полученные богатства для поддержания армии маратхов. Они также грабили корабли с товарами и сокровищами, которые отправлялись из портов Великих Моголов в Аравийское море, и корабли с участниками хаджа в Мекку.
Разорение и разрушение со стороны пиндари не только укрепили маратхов, но и помогли ослабить мусульманских султанов. Стратегия маратхов также не позволила Аурангзебу победить в войне с маратхами и обратила вспять завоевания эпохи Великих Моголов на юге Индии до Джинджи и Тируччираппалли.

### Государство маратхов

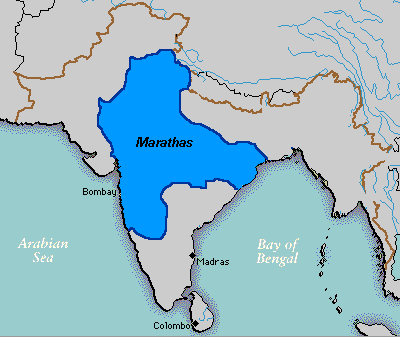
Государство маратхов в период своего расцвета — 1760 году.

Маратхи приняли на вооружение ополчение пиндари, которое у них не принадлежало к конкретной религии или касте. К известным мусульманским лидерам пиндари относят Намдар-Хана, Дост Мохаммада, Читу-Хана, Кхадже Буша, Фазил-Хана, Амих-Хана, к индуистским — Говариса, Аланде, Гияталака, Кширсагара, Раншинга и Тората. Индуистские аскеты и монахи были ещё одним источником пополнения ополчения, предназначенного для спасения храмов и деревень от мусульманских захватчиков и нарушения вражеских линий снабжения и провежения разведки для маратхов.
По словам Рэндольфа Купера, маратхи могли выставить до 50 000 пиндари, в состав которых входили мужчины и их жёны, а также восторженные последователи. Они двигались стремительно и выполняли следующие задачи: через создание хаоса дестабилизировали армию и государственный аппарат противника; изолировали вражеские вооружённые формирования, беспокоя их, провоцируя и растрачивая ресурсы противника; разрывали или запутывали тыловые и коммуникационные линии противника; собирали сведения о численности и вооружении противника; совершали набеги на вражеские запасы еды и фураж.
Пиндари не атаковали вражеские войска, а занимались налётами на поселения, заставы, торговые пути и окраинные территории. Как только во вражеских рядах возникла неразбериха, обученные и вооружённые контингенты маратхов атаковали вражескую армию. В некоторых случаях маратхи собирали с пиндари своего рода налог — палпатти, чтобы участвовать вместе с ними во время их вторжений. Пиндари были основным военным ресурсом маратхов, но они также создавали злоупотребления набегами на союзников. Шиваджи ввёл обширные правила для проверки и управления отрядами пиндари.

## Разгром
К концу XVIII века империя маратхов распалась и наступила эра господства Британской Ост-Индской компании, в то время как пиндари взамен участия в региональных войнах переключились на мародёрство. Они совершали набеги с целью собственного обогащения или по желанию любого государства, которое возжелало их нанять. Иногда они работали на обе стороны в конфликте, нанося тяжёлый ущерб гражданскому населению. Пребывая под защитой правителей Гвалиора и Индора, они продвигались через центральную Индию, Гуджарат и Малву. С полученным богатством они начали приобретать артиллерию и более качественное военное снаряжение, чтобы на равных бороться с местными войсками и силами правопорядка. Так, для осады Джайпура пиндари Амир-Хана привезли с собой 200 пушек. По словам Эдварда Томпсона, пиндари под руководством Амир-Хана и Мухаммад-Хана стали почти независимой мобильной конфедерацией, которая ежегодно после сезона сбора урожая и сезона дождей начинали грабить сельские поселения и города, забирая деньги, продукты и обращая пленных в рабов. Они атаковали регионы, находящиеся под контролем Великобритании, индуистских раджей и мусульманских султанов.
В начале XIX века маркиз Гастингс с одобрения совета директоров Ост-Индской компании решил ликвидировать пиндари. Вместе с правителями Гуджарата, Декана и Бенгалии было собрано войско в 120 тыс. солдат, окружившее Малву и Гвалиор и объявившее пиндари вне закона и заставившее их капитулировать.
В дополнение к военным действиям коалиция также предложила регулярную работу некоторым ополченцам пиндари, превратив их в отдельный контингент своих сил. Меньшинство получили работу в полиции, а их лидеры вроде Намдар-Хана и Амир-Хана — пенсии или должности наваба вместе с землёй.